# Candelaria (Campeche)
Candelaria ist eine Kleinstadt mit etwa 11.000 Einwohnern im Süden des mexikanischen Bundesstaats Campeche. Candelaria ist Verwaltungssitz (cabecera) der flächenmäßig riesigen Gemeinde (municipio) Candelaria mit annähernd 50.000 Einwohnern. Im Jahr 2023 wurde der Ort als Pueblo Mágico eingestuft.

## Lage und Klima
Der Ort liegt am Río Candelaria in einer Höhe von ca. 50 m. Die nächstgrößere Stadt ist Escárcega (ca. 67 km Fahrtstrecke nordöstlich). Die Provinzhauptstadt Campeche befindet sich etwa 230 km südlich. Das Klima ist schwül und regenreich.

## Bevölkerung
| Jahr      | 2000  | 2010  | 2020   |
| Einwohner | 8.033 | 9.821 | 11.121 |

Der überwiegende Teil der in den letzten Jahrhunderten zugewanderten Bevölkerung ist indianischer Abstammung; gesprochen wird neben Maya-Sprachen auch Spanisch.

## Wirtschaft
Die Bevölkerung des Ortes und der Gemeinde ist überwiegend landwirtschaftlich orientiert. In der später nur noch äußerst dünn besiedelten Region betrieb die US-amerikanische Campeche Timber and Fruit Company in den Jahren von 1884 bis 1905 eine Niederlassung zur Gewinnung des Farbstoffs Palo de Tinte aus Blutholzbäumen.

## Geschichte
Die Region um Candelaria gehörte zum Siedlungsgebiet der Maya – wichtigstes Zeugnis ist die archäologische Stätte von Itzamkanac (oft auch als El Tigre bezeichnet), aber auch die nur zum Teil freigelegten Stätten von El Naranjo, Peje Lagarto u. a. befinden sich auf dem Gemeindegebiet. Die Gemeinderechte wurden erst im Jahr 1998 verliehen.

## Sehenswürdigkeiten
- Ca. 23 km südöstlich des Ortes liegt die Maya-Stätte von Itzamkanac.